# Wróblew (powiat Sieradzki)
Wróblew is een dorp in het Poolse woiwodschap Łódź, in het district Sieradzki. De plaats maakt deel uit van de gemeente Wróblew en telt 340 inwoners.

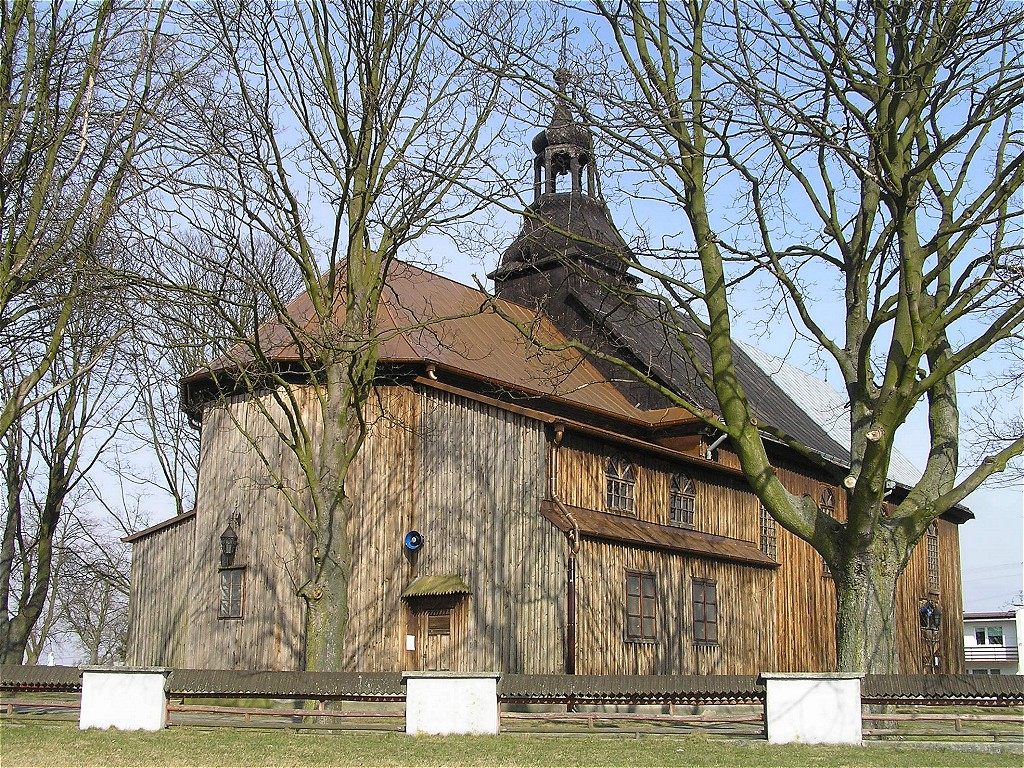
Wróblew